# Bouça
Bouça es una freguesia portuguesa situada en el municipio de Mirandela. Según el censo de 2021, tiene una población de 182 habitantes.